# Permutite
Le permutiti, o zeoliti artificiali, sono dei silicati vetrosi ricavati generalmente fondendo la sabbia, il feldspato, il caolino e l'idrossido di sodio. La formula chimica generica di questa classe di composti è Me2O · Al2O3 · xSiO2 · nH2O, dove Me indica un metallo (più comunemente sodio, manganese o calcio) mentre i coefficienti x ed n variano in funzione del metodo utilizzato per la sintesi.
Questi materiali possiedono le stesse proprietà di scambio ionico delle zeoliti naturali, ma si differenziano da queste ultime per il potere di scambio più elevato che può essere fino a sei volte maggiore. Tra le differenze dal punto di vista fisico figurano il loro minore peso specifico e la minore resistenza meccanica.

## Usi
Le permutiti sodiche, allo stato granulare, sono utilizzate nell'addolcimento delle acque troppo dure in relazione all'utilizzo a cui sono destinate. Alla base dello scambio ionico vi è la cessione del sodio da parte della permutite, che a sua volta lega gli ioni calcio e magnesio responsabili della durezza totale. Per ridurre di 1 °f la durezza di 1 m³ di acqua sono necessari 0,3-0,5 kg di permutite (a titolo di confronto, necessiterebbero 1-2,5 kg di zeolite naturale). Rigenerando alternativamente la permutite utilizzata, tramite una soluzione di NaCl al 10%, si ha inoltre una minore perdita di massa depurante rispetto alle zeoliti naturali (1-2% contro il 5-10% delle zeoliti naturali).
Tra le altre forme principali di permutiti, la permutite al manganese trova utilizzo nell'eliminazione del manganese e del ferro dalle acque, oltre che nella disinfezione con permanganato di potassio per rimuovere il manganese introdotto. La permutite di calcio è invece adoperata per eliminare la potassa dalle melasse nell'industria dello zucchero, oltre ad essere utilizzata pure in lavanderia.
Le permutiti, sfruttando sempre il principio dello scambio ionico, sono altresì utilizzate nel recupero e nella purificazione dei sali. Particolari zeoliti sintetiche trovano impiego come setacci molecolari. È infine da sottolineare anche il loro utilizzo nella catalisi.